# Gare de Saint-Quentin-en-Yvelines - Montigny-le-Bretonneux
Gare de Saint-Quentin-en-Yvelines - Montigny-le-Bretonneux vasútállomás és RER állomás Franciaországban, Montigny-le-Bretonneux településen.

## Vasútvonalak
Az állomást az alábbi vasútvonalak érintik:
- Párizs–Brest-vasútvonal

## Kapcsolódó állomások
A vasútállomáshoz az alábbi állomások vannak a legközelebb:
- Gare de Trappes (Gare de Rambouillet, Párizs–Brest-vasútvonal, Transilien N)
- Gare de Saint-Cyr (Paris Gare Montparnasse, Párizs–Brest-vasútvonal, Transilien N)
- Gare de Saint-Cyr (Gare de Saint-Martin-d'Étampes, Gare de Dourdan - La Forêt, RER C)
- Gare de Saint-Cyr (Gare de la Défense, Transilien U)
- Gare de Trappes (Gare de La Verrière, Transilien U)

## Lásd még
- Franciaország vasútállomásainak listája
- A RER állomásainak listája